# Musongelwa
Musongelwa is een plaats in de provincie Maniema in de Democratische Republiek Congo.